# 4-ميثيل إميدازول
'4-Methylimidazole '، يختصر كثيرا ب 4 -إم إى آى، هو مركب عضوي مركب كيميائي غير متجانس له الصيغة الجزيئيةH3C–C3H3N2 or C4H6N2. مشتق رسميا من إيميدازول من خلال استبدال الهيدروجين في المركز 4 من قبل مجموعة الميثيل أنه صلب ومصفر قليلا مع كثافة 1.02 ز / سم3, درجة الإنصهار 46-48 °C, درجة الغليان 263 °C و نقطة الوميض 157 °C.
ويمكن تكون 4-Methylimidazole نتيجة إحمرار أطعمة معينة من خلال تفاعل مايار بين الكربوهيدرات و الأطعمة التي تحتوي على مركبات أمينية. على وجه الخصوص، وجدت في الأطعمة مثل بن محمص ، واللحوم المشوية والقهوة وأنواع الكرمل الملونة أنتجت القائم على التفاعلات مع الأمونيا . فإنه قد تنشأ أيضا عن طريق التخمير تخمير.

## المخاطر الصحية
كان هناك قلق حول وجود MEI-4 في لون الكراميل (والذي هو الغذاء الأكثر استخداما والمادة الملونة للمشروبات )، عادة بتركيز يتراوح بين 50 و 700 جزء في المليون . البيرة الداكنة والعلامات التجارية المشتركة من مشروبات الكولا قد تحتوي على أكثر من 100 ميكروغرام من هذا المركب في وجبة ذات 12 - اوقية (الاونصة) .
عند تناول جرعات عالية جدا (360 [مليغرام | ملغ / كغم من وزن الجسم)، 4-methylimidazole ينتج عنه الاختلاج في الأرانب ، و الفئران و الكتاكيت ، وكان السبب على الأرجح هو التسمم الحادة الذي لوحظ في الماشية بنك الاحتياطي الفيدرالي مع السكر المختلط بالأمونيا الذي تحتويه ملاحق علف الماشية في 1960 . من ناحية أخرى، لم تجد العديد من الدراسات أي تأثير ضار يختص ب الفئران و الكلاب بالتركيزات الموجودة في مادة الكراميل الملونة. ووجدت الدراسة أنه حتى 4 MEI كان له تأثير مضاد للسرطان على الفئران. بناء على هذه الدراسات، أعتبرت المادة الملونة الكراميل بجميع أنواعها آمنة في الاتحاد الأوروبي وأعتبر التركيز المسموح به قانونيا للMEI-4 في التلوين الكراميل هو 250 مغ / كغ.